# 우즈베키스탄 주재 외국공관 목록

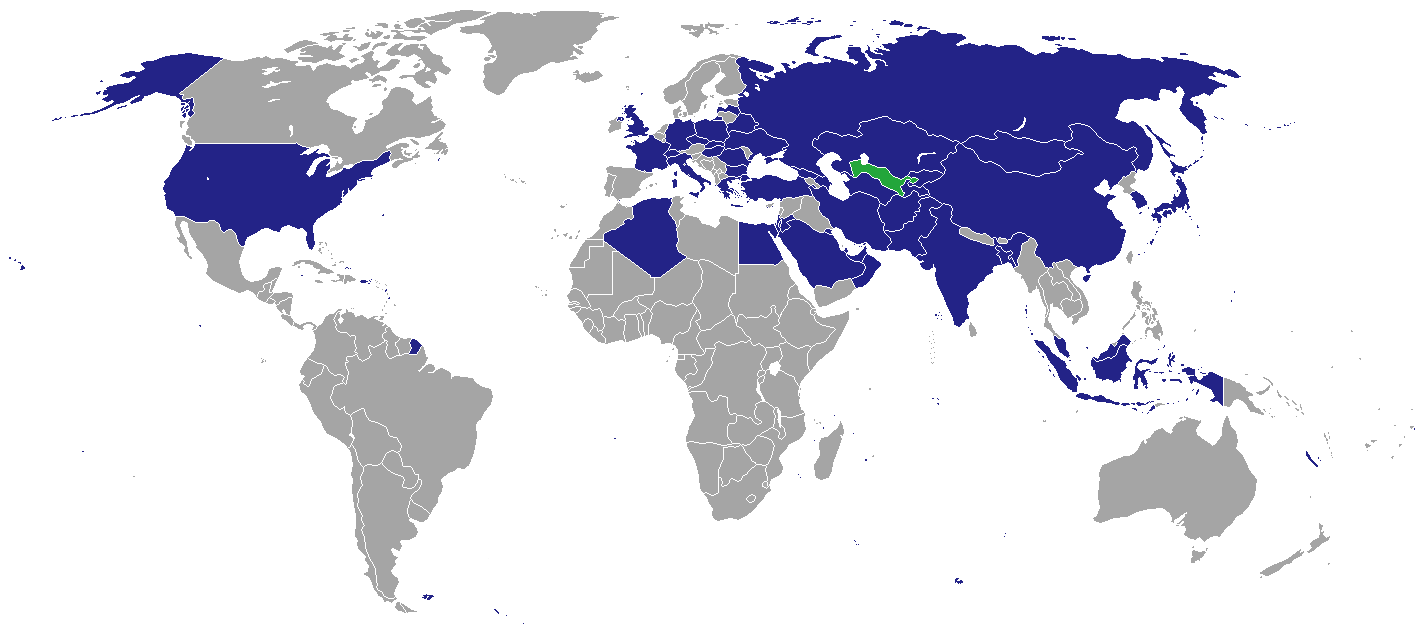
우즈베키스탄 주재 외국공관들.

우즈베키스탄 주재 외국공관 목록은 우즈베키스탄에 주재하는 외국공관(대사관 및 영사관)과 동시에 우즈베키스탄과 외교관계는 수립했으나 우즈베키스탄에 공관을 설치하지 않은 국가에 대해 다룬다. 수도 타슈켄트에 43개국 대사관이 설치되어 있다.

## 대사관
타슈켄트
| - 아프가니스탄 - 알제리 - 아제르바이잔 - 방글라데시 - 벨라루스 - 불가리아 - 중국 - 체코 - 이집트 - 프랑스 - 조지아 - 독일 - 바티칸 시국 - 인도 - 인도네시아 - 이란 - 이스라엘 - 이탈리아 - 일본 - 요르단 - 카자흐스탄 - 대한민국 | - 쿠웨이트 - 키르기스스탄 - 라트비아 - 말레이시아 - 오만 - 파키스탄 - 팔레스타인 - 폴란드 - 루마니아 - 러시아 - 사우디아라비아 - 슬로바키아 - 스위스 - 타지키스탄 - 튀르키예 - 투르크메니스탄 - 우크라이나 - 아랍에미리트 - 영국 - 미국 - 베트남 |

## 대표부
- 유럽 연합 (일반 대표부)

## 비상주공관
- 브라질 (모스크바)
- 캐나다 (모스크바)
- 키프로스 (모스크바)
- 덴마크 (모스크바)
- 피지 (서울특별시)
- 아이슬란드 (모스크바)
- 아일랜드 (모스크바)
- 레소토 (뉴델리)
- 멕시코 (테헤란)
- 뉴질랜드 (모스크바)
- 파라과이 (모스크바)

## 이전에 존재한 공관
- 조선민주주의인민공화국

## 같이 보기
- 우즈베키스탄의 재외공관 목록
- 우즈베키스탄의 대외 관계

## 참고 자료
- Tashkent Diplomatic List (해당 페이지는 러시아어로 지원함)